# Länsmansfiskartjärnarna (Tärna socken, Lappland, 728885-147123)
Länsmansfiskartjärnarna är en sjö i Storumans kommun i Lappland och ingår i Umeälvens huvudavrinningsområde. Sjön har en area på 0,0623 kvadratkilometer och ligger 659,5 meter över havet.

## Delavrinningsområde
Länsmansfiskartjärnarna ingår i det delavrinningsområde (729087-147060) som SMHI kallar för Inloppet i Stor-Laisan. Medelhöjden är 584 meter över havet och ytan är 4,71 kvadratkilometer. Räknas de 158 avrinningsområdena uppströms in blir den ackumulerade arean 1 588,18 kvadratkilometer. Avrinningsområdets utflöde Umeälven mynnar i havet. Avrinningsområdet består mestadels av skog (88 procent). Avrinningsområdet har 0,45 kvadratkilometer vattenytor vilket ger det en sjöprocent på 9,5 procent.